# Фокин, Игорь Алексеевич
Игорь Алексеевич Фокин (род. 6 сентября 1956, Погар, Брянская область) — советский и российский актёр театра и кино, заслуженный артист Российской Федерации (1997).

## Биография
Игорь Фокин родился 6 сентября 1956 года в посёлке Погар (Брянская область). В 1978 году окончил ГИТИС (курс В. П. Остальского) и с 1979 года играет в Московском театре имени Ленинского комсомола (Ленком).
В кинематографе дебютировал в 1978 году, когда сыграл одну из главных ролей в фильме режиссёра Семёна Арановича «Летняя поездка к морю».

## Награды
- Медаль ордена «За заслуги перед Отечеством» I степени (15 июля 2022 года) — за большой вклад в развитие отечественной культуры и искусства, многолетнюю плодотворную деятельность[1].
- Медаль ордена «За заслуги перед Отечеством» II степени (8 марта 2015 года) — за заслуги в развитии отечественной культуры и искусства, многолетнюю плодотворную деятельность[2].
- Заслуженный артист Российской Федерации (30 мая 1997 года) — за заслуги в области искусства[3].

## Работы в театре
- «Жестокие игры» — Терентий
- «Тиль» — Ламме
- «Юнона и Авось»
- «Мудрец» — Григорий
- «Поминальная молитва» — Лейзер
- «Королевские игры» — слуга
- «Затмение» — Скэнлон
- «Женитьба» — Степан, слуга Подколесина
- «Безумный день, или женитьба Фигаро» — садовник Антонио
- «Шут Балакирев» — Шапский, обер-шут, кнутмайстер

## Фильмография
1. 1978 — Летняя поездка к морю — Иван Воинов
2. 1980 — И вечный бой... Из жизни Александра Блока — персонаж из окружения Гиппиус и Блока
3. 1980 — Не стреляйте в белых лебедей — Валера, турист
4. 1981 — Ришад — внук Зифы — Мидхад
5. 1982 — Дом, который построил Свифт — зритель с биноклем
6. 1982 — Понедельник — день тяжёлый — Васин, ветеринар, муж Веры
7. 1983 — Юнона и Авось
8. 1988 — Воскресенье, половина седьмого (1-я серия) — водитель УАЗа
9. 1988 — Убить дракона — тюремщик
10. 1989 — Катала — Фома
11. 1991 — Чужая сторона — сосед по купе
12. 1993 — Жизнь и необычайные приключения солдата Ивана Чонкина — Степан Луков
13. 1994—1998 — Петербургские тайны — граф Сизогуб, литератор
14. 1995 — Крестоносец — эпизод
15. 2000 — Каменская (фильм 2-й «Игра на чужом поле») — Зарип
16. 2001 — Остановка по требованию 2 — Курносов
17. 2001 — Сыщики (фильм 8-й «Иерихонские трубы») — Фартуков
18. 2002 — Дневник убийцы — эпизод
19. 2002 — Марш Турецкого 3 (фильм 8-й «Секта») — Макар
20. 2002 — Русские в городе ангелов (Россия, США) — Михаил Михайлович
21. 2002 — Шут Балакирев — кнутмайстер Шапский
22. 2004 — Мудрец — Григорий
23. 2004 — Усадьба — Усатый (отчислен из органов за превышение)
24. 2005 — Безумный день, или женитьба Фигаро — садовник Антонио
25. 2005 — Мистификация — Селифан
26. 2005 — Мошенники (5-я серия) — управляющий
27. 2007 — Заражение — участковый
28. 2007 — Сыщик Путилин — Семён
29. 2007−2008 — Атлантида — эпизод
30. 2008 — Две сестры — эпизод
31. 2008 — Вооружённое сопротивление
32. 2009 — Женитьба — Степан, слуга Подколесина
33. 2010 — Путейцы — эпизод
34. 2011 — Шут Балакирев — кнутмайстер Шапский
35. 2012 — Краплёный — Станислав Сергеевич Колосов, полковник, начальник зоны